# Force aérienne tanzanienne
La Force aérienne tanzanienne ou Commandement de la Force aérienne de Tanzanie (swahili : Kamandi ya Jeshi la Anga) est la branche aérienne nationale  des Forces de défense du peuple tanzanien . L'actuel commandant du Commandement de la Force aérienne de Tanzanie est le général de division William Ingram, qui a remplacé le général de division Joseph Kapwani à la retraite de ce dernier en janvier 2016.

## Histoire
La Tanzanie a établi son armée de l'air sous le nom d '«Escadre aérienne» (swahili : Usafirashaji wa Anga) du Commandement de défense aérienne de la Force de défense du peuple tanzanien (TPDF) en 1965. Branche autonome, ses objectifs étaient de soutenir le terrain de la force de défense nationale et assurer les liaisons aériennes entre le gouvernement et les régions éloignées du pays.
Le commandement de la défense aérienne de la Tanzanie a vaincu la force aérienne de l'armée ougandaise, nominalement plus forte, pendant la campagne aérienne de la guerre ougando-tanzanienne (1978-1979). 

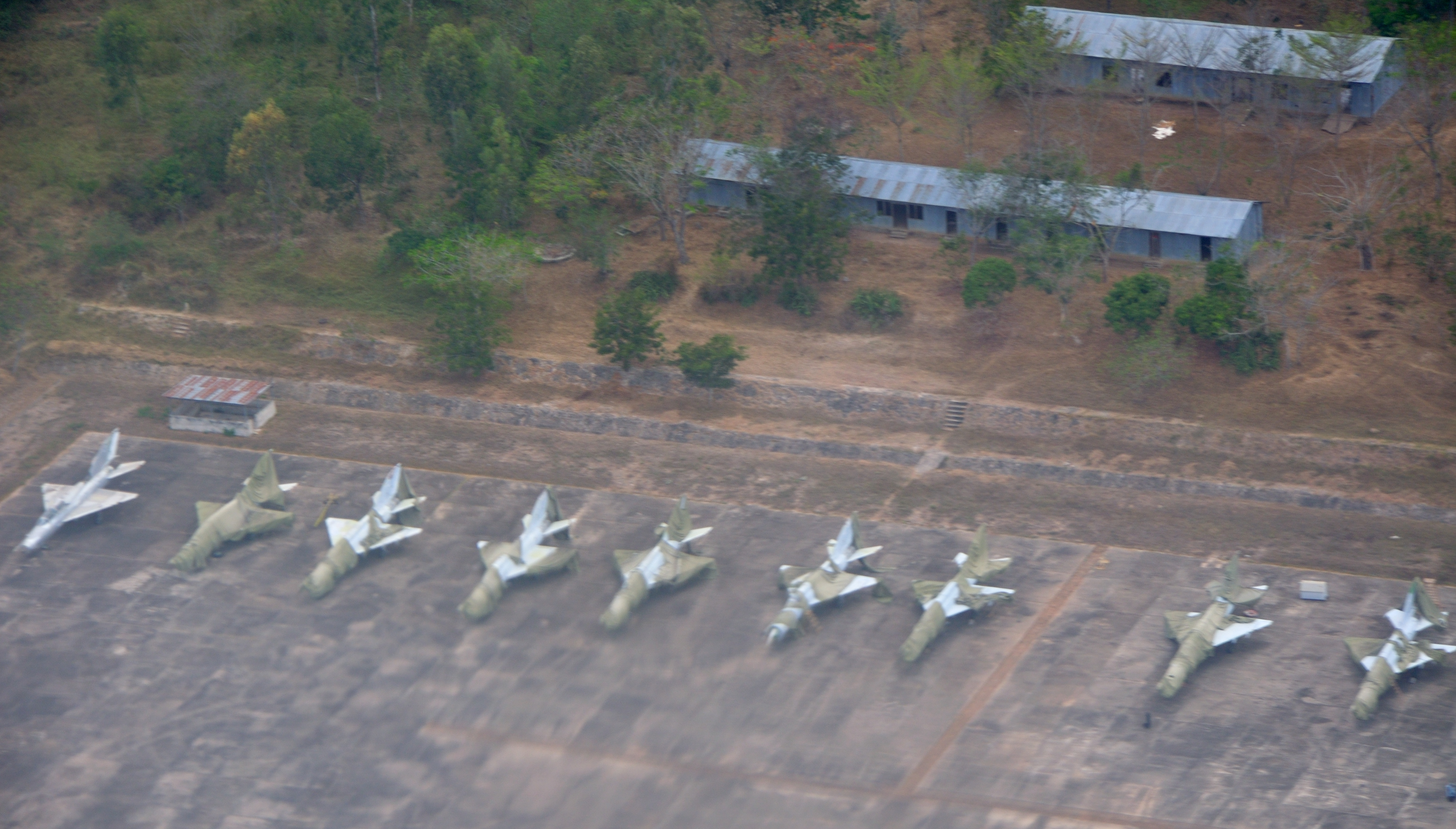
Mig-21 tanzaniens en 2010

Quelques-uns des moyens de transport de la force aérienne tanzanienne restent en état de fonctionner. Cependant, ses chasseurs Shenyang J-5 et Chengdu J-7 ne voleraient qu'en de rares occasions en raison de problèmes de navigabilité. 
En 1980, une commande de 10 chasseurs chinois F-7B et 2 TF-7s a été livrée à la Chine et, en 1997, deux F-7N ont été achetés à l'Iran, ainsi que quatre transports de l'ancienne Force aérienne irakienne d'un type inconnu. Aujourd'hui, aucun MiG-21 fourni par la Russie ne reste en service, et seuls trois ou quatre F-7 restent opérationnels.
Le 14 novembre 2013, Helmoed-Römer Heitman (en) a rapporté pour Jane's Defence Weekly  que le TPDF avait remplacé ses 12 anciens chasseurs Chengdu J-7 par 14 nouveaux J-7, douze monoplaces et deux double siège. Les livraisons ont été achevées en 2011 aux bases aériennes de Dar es Salaam et Mwanza.
Des estimations récentes (2014) suggèrent que le commandement de l'armée de l'air tanzanienne exploite 32 appareils de 3 types différents. On pense qu'ils utilisent 14 chasseurs, 11 avions d'attaque et 7 avion de transport militaire. Le 1er octobre 2015, un avion d'entraînement Nanghang K-8 Karokorum s'est écrasé dans la mer, tuant les deux pilotes.

## Flotte aérienne
| Nom                                | Origine           | Type                     | Photo           | En service      | Notes                         |
| Avion de combat                    | Avion de combat   | Avion de combat          | Avion de combat | Avion de combat | Avion de combat               |
| ---------------------------------- | ----------------- | ------------------------ | --------------- | --------------- | ----------------------------- |
| Shenyang F-7                       | Chine             | Avion de chasse          |                 | 13              | MiG-21 construit sous licence |
| Sheyang F-6                        | Chine             | Avion de chasse          |                 | 4               | MiG-19 construit sous licence |
| Avion de transport militaire       |                   |                          |                 |                 |                               |
| Antonov An-28                      | Ukraine / Pologne | Avion de transport       |                 | 1               |                               |
| Shaanxi Y-8                        | Chine             | Avion de transport       |                 | 2               |                               |
| Harbin Y-12                        | Chine             | Avion de transport       |                 | 2               |                               |
| Hélicoptère                        |                   |                          |                 |                 |                               |
| Bell 412                           | États-Unis        | Hélicoptère utilitaire   |                 | 2               |                               |
| Airbus Helicopters H215 Super Puma | France            | Hélicoptère de transport |                 | 1               | 2 x H215 commandés en 2017    |
| Eurocopter EC225 Super Puma        | France            | Hélicoptère de transport |                 | 2               | 2 H225 commandés              |
| Eurocopter Fennec                  | France            | Hélicoptère de transport |                 | 1               |                               |
| Avion d'entraînement               |                   |                          |                 |                 |                               |
| Hongdu JL-8                        | Chine             | Avion d'entraînement     |                 | 5               | K-8                           |